# Красносёловка (Пологовский район)
Красносёловка (укр. Красноселівка) — село, Чубаревский сельский совет, Пологовский район, Запорожская область, Украина.
Код КОАТУУ — 2324288205. Население по переписи 2001 года составляло 106 человек.

## Географическое положение
Село Красносёловка находится на одном из истоков реки Янчур, на расстоянии в 2,5 км от села Чкалово.

## История
- 1800 год — дата основания.